# Sjarhej Usenja
Sjarhej Aljakseevič Usenja (in bielorusso Сяргей Аляксеевіч Усеня?; Minsk, 4 marzo 1988) è un calciatore bielorusso, difensore del Maladzečna.

## Carriera
Ha giocato nella prima divisione dei campionati bielorusso ed armeno.

## Palmarès

### Club

#### Competizioni nazionali
- Peršaja Liha: 1

Maladzečna: 2024